# قانون اساسی جمهوری شوروی سوسیالیستی تاجیکستان
قانون اساسی جمهوری شوروی سوسیالیستی تاجیکستان که ساختار اجتماعی و دولتی آن جمهوری را منعکس می‌کرد، اصول سازمانی و عملیاتی دولت و ادارهٔ عمومی، حقوق و وظایف شهروندان و نظام انتخاباتی شوروی را تبیین می‌کرد و مبانی قانونی را برای قانونگذاری فراهم می‌کردد.
نخستین قانون اساسی جمهوری سوسیالیستی شوروی تاجیکستان در ۲۵ فوریهٔ ۱۹۳۱ در چهارمین کنگرهٔ اتحاد جماهیر شوروی تصویب شد، که به‌طور قانونی روند ایجاد یک کشور مستقل تاجیکستان در اتحاد جماهیر شوروی را تقویت کرد.
مطابق ایدئولوژی مارکسیست-لنینیست، در میانه‌های دههٔ ۱۹۳۰، سوسیالیسم در اتحاد جماهیر شوروی سوسیالیستی در داخل کشور کاملاً برتری داشت. این بدان معنی بود که طرح لنینیستی برای برقراری سوسیالیسم، یعنی صنعتی‌سازی سوسیالیستی، جمعی‌سازی سوسیالیستی کشاورزی و انقلاب فرهنگی، تحقق یافت و نیازی به تصویب قانون اساسی نو بود.
بنابراین، مطابق با قانون اساسی ۱۹۳۶ اتحاد جماهیر شوروی سوسیالیستی، در یکم مارس ۱۹۳۷ م. قانون اساسی نو جمهوری شوروی سوسیالیستی تاجیکستان تصویب شد. قانون اساسی اتحاد جماهیر شوروی تاجیکستان ۴۱ سال اعتبار داشت.
آخرین قانون اساسی جمهوری شوروی سوسیالیستی تاجیکستان مطابق با قانون اساسی ۱۹۷۷ اتحاد جماهیر شوروی سوسیالیستی، آوریل ۱۹۷۸، تهیه و تصویب شد و با چندین اصلاحیه، ۱۶ سال به عنوان قانون اساسی تاجیکستان عمل کرد.